# Bounty Tracker - Poliziotto a Los Angeles
Bounty Tracker - Poliziotto a Los Angeles  (Bounty Tracker) è un film statunitense del 1993 diretto da Kurt Anderson.

## Trama
Il personale in un ufficio di un consulente fiscale viene brutalmente ucciso da un gruppo di assassini professionisti capeggiati dallo spietato mercenario Erik Gauss, ex membro di una squadra militare di elite; l'unico superstite è Paul Damone ignaro che il suo socio, stesse utilizzando l'ufficio per riciclare il denaro sporco del gangster Louis Sarazin. Paul Damone diventa, suo malgrado, un testimone molto importante. La sua testimonianza oltre a quella dell' ex socio di Sarazin, Jerry Greco, avrebbero portato il pericoloso boss in galera per sempre. La polizia si impegna quindi a mettere sotto protezione Paul e sua moglie Elizabeth. Il fratello di Paul, Johnathan ex marine e poliziotto esperto in arti marziali che ora fa il cacciatore di taglie a Boston, arriva a Los Angeles a trovare il fratello e viene messo al corrente. I sicari di Sarazin, però, sono ancora in agguato e durante un secondo assalto, riescono ad uccidere Paul, sua moglie e tutta la scorta. Jonathan grazie alla sua abilità di combattente ucciderà uno dei killer e arriverà a scontrarsi con un altro, scoprendone un tatuaggio molto particolare. Il cacciatore di taglie desideroso di vendetta farà indagini per suo conto e risalirà a una scuola di arti marziali, di cui Gauss è stato fondatore e scoprirà l'identità di un ex membro della squadra di Gauss. Mister Manuel, ridotto sulla sedia a rotelle proprio da Gauss. Mister Manuel che ha cambiato vita dedicandosi ai ragazzi difficili del quartiere, rifiuta di aiutare Johnthan pur comprendendone le motivazioni ma verrà ucciso dallo stesso Gauss. Con l'aiuto di una banda di ragazzi che vogliono vendicare la morte di mister Manuel, Johnathan arriverà allo scontro finale in un deposito di autodemolizione dove Sarazin si era recato per pagare i suoi mercenari ma verrà ucciso da Gauss e dai suoi scagnozzi. Dopo uno scontro a fuoco, Johnathan e Erik si misureranno in combattimento di arti marziali da cui Johnathan ne uscirà vincitore, uccidendo Gauss. In seguito, Johnathan incasserà la taglia su Erik Gauss, una cifra considerevole per donarla ai ragazzi che prenderanno le redini dell'associazione di volontariato fondata dal defunto Mister Manuel.

## Produzione e distribuzione
Il film è uscito in Italia solo in VHS.